# Деніел Джексон

Деніел Джексон

Деніел Джексон (англ. Daniel Jackson) — вигаданий персонаж з фільму Зоряна брама (його зіграв актор — Джеймс Спейдер) та науково-фантастичного телевізійного серіалу Зоряна брама: SG-1 (його зіграв актор — Майкл Шенкс). Доктор Даніель Джексон ветеран першої пошукової команди антрополог, лінгвіст і експерт з древньої і сучасної культури. Він говорить більш ніж 20-тьма мовами, включаючи стародавні єгипетські.

## Роль у фільмі
У фільмі Зоряна брама, доктор Джексон використовує свої знання про Стародавній Єгипет, щоб розшифрувати написи на каменях, які були знайдені разом із брамою у 1928 році. Він зрозумів, що символи, які інші прийняли за ієрогліфи або клинопис, насправді є символами сузір'їв. Тобто, шість координат сузір'їв дозволяли визначити точку їх перетину, що відповідала за цілком конкретне місце у трьохвимірному просторі Всесвіту. Пізніше йому вдалося знайти відсутній сьомий символ (шеврон), який дозволив відкрити пристрій під назвою «зоряна брама».

## Роль у серіалі
Життя Джексона змінюється у телесеріалі Зоряна брама: SG-1, після того, як його дружину вкрав гоа’улд Апофіс. Деніел приєднується до команди SG-1 із особистою метою знайти та визволити свою дружину — Ша’ре.
За час свого перебування в SG-1, Деніл був викрадений, інфікований іншопланетними вірусами, в його мізки були завантажені 12 інших свідомостей, він вмирав та був відновлений через воскресіння багато разів за допомогою саркофагу (після чого у нього була «ломка»), та підносився у вищі виміри двічі.
Гуманістичний підхід Джексона, як члена SG-1, часто перебуває у конфлікті з мілітаристським стилем полковника Джека О'Ніла.
Його внесок був відмічений дружньою расою Азгардів — новий флагман головнокомандуючого Тора назвали на його честь.